# Lanio
Lanio é um género de aves da família Fringillidae, tribo Thraupini. O grupo inclui quatro espécies, duas das quais pertencentes à fauna brasileira.

## Espécies
- Pipira-parda, Lanio fulvus
- Pipira-de-asa-branca, Lanio versicolor
- Lanio aurantius
- Lanio leucothorax